# Каваллерини, Джованни Джакомо
Джованни Джакомо Каваллерини (итал. Giovanni Giacomo Cavallerini; 16 февраля 1639, Рим, Папская область — 18 февраля 1699, там же) — итальянский куриальный кардинал, папский дипломат и доктор обоих прав. Титулярный архиепископ Никеи с 25 июня 1692 по 12 декабря 1695. Апостольский нунций во Франции с 1 июля 1692 по 15 апреля 1696. Префект Верховного Трибунала Апостольской Сигнатуры Справедливости с 16 мая 1696 по 18 февраля 1699. Кардинал-священник с 12 декабря 1695, с титулом церкви Сан-Бартоломео-аль-Изола с 21 мая 1696 по 18 февраля 1699.